# Uczelnie w Austrii
Austriackie uniwersytety i wyższe szkoły zawodowe (Fachhochschule) według krajów związkowych:

## Burgenland
- Fachhochschulstudiengänge Burgenland(inne języki), Eisenstadt/Pinkafeld

## Karyntia
- Universität Klagenfurt, Klagenfurt
- Fachhochschule Technikum Kärnten(inne języki), Feldkirchen, Spittal an der Drau und Villach

## Dolna Austria
- Danube Private University Krems, Krems an der Donau
- Fachhochschule Wiener Neustadt(inne języki), Wiener Neustadt/Wieselburg/Tulln an der Donau
- Fachhochschule St. Pölten(inne języki), St. Pölten
- IMC Fachhochschule Krems(inne języki), Krems
- Fachhochschule für Biotechnische Verfahren, Tulln
- Philosophisch-Theologische Hochschule Stift Heiligenkreuz, Heiligenkreuz bei Baden
- Philosophisch-Theologische Hochschule der Diözese St. Pölten, St. Pölten
- Theresianische Militärakademie, Wiener Neustadt

## Górna Austria
- Johannes Kepler Universität Linz, Linz
- Universität für künstlerische und industrielle Gestaltung Linz(inne języki), Linz
- Katholische Privat-Universität Linz(inne języki), Linz
- Anton Bruckner Privatuniversität, Linz
- Fachhochschule Oberösterreich(inne języki), Hagenberg im Mühlkreis, Linz, Steyr i Wels

## Salzburg
- Paris-Lodron-Universität Salzburg, Salzburg
- Universität Mozarteum Salzburg, Salzburg
- Paracelsus Medizinische Privatuniversität(inne języki), Salzburg
- Fachhochschule Salzburg(inne języki), Puch/Urstein koło Salzburga Kuchl

## Styria
- Karl-Franzens-Universität Graz, Graz
- Technische Universität Graz (Erzherzog-Johann-Universität)(inne języki), Graz
- Medizinische Universität Graz(inne języki), Graz
- Universität für Musik und darstellende Kunst Graz(inne języki), Graz
- Montanuniversität Leoben(inne języki), Leoben
- FH Joanneum(inne języki), Graz/Kapfenberg/Bad Gleichenberg
- Fachhochschule Campus02(inne języki), Graz
- Universitätszentrum Rottenmann, Rottenmann

## Tyrol
- Leopold-Franzens-Universität Innsbruck, Innsbruck
- Management Center Innsbruck(inne języki), Innsbruck
- Medizinische Universität Innsbruck, Innsbruck
- Private Universität für Gesundheitswissenschaften, Medizinische Informatik und Technik, Hall in Tirol
- Fachhochschule Kufstein(inne języki), Kufstein

## Vorarlberg
- Fachhochschule Vorarlberg(inne języki), Dornbirn

## Wiedeń
- Uniwersytet Wiedeński (Universität Wien) Wiedeń
- Uniwersytet Ekonomiczny w Wiedniu, Wiedeń
- Medizinische Universität Wien, Wiedeń
- Technische Universität Wien, Wiedeń
- Veterinärmedizinische Universität Wien(inne języki), Wiedeń
- Universität für Bodenkultur Wien, Wien
- Universität für Musik und darstellende Kunst Wien, Wiedeń
- Universität für angewandte Kunst Wien, Wiedeń
- Akademia Sztuk Pięknych w Wiedniu, Wiedeń
- Konservatorium Wien Privatuniversität, Wiedeń
- PEF Privatuniversität für Management(inne języki), Wiedeń
- Webster University Vienna(inne języki), Wiedeń
- TCM Privatuniversität Li Shi Zhen(inne języki), Wiedeń
- Sigmund Freud PrivatUniversität Wien(inne języki), Wiedeń
- Fachhochschule Technikum Wien(inne języki), Wiedeń
- FH Campus Wien(inne języki), Wiedeń
- Fachhochschule des bfi Wien(inne języki), Wiedeń
- Fachhochschule der Wirtschaft Wien, Wiedeń